# Osório (navio)
O cargueiro Osório  (Ozório) foi um navio brasileiro afundado na noite de 27 de setembro de 1942, pelo submarino alemão U-514, no litoral do estado do Pará.
Era de propriedade do Lloyd Brasileiro e foi a vigésima-segunda embarcação brasileira atacada na Segunda Guerra e a primeira a ser afundada após a declaração de guerra do Brasil contra o Eixo, a 31 de agosto daquele ano, apesar de estar escoltada pelo navio norte-americano USS Roe.
Morreram no ataque, cinco tripulantes, entre eles o comandante Almiro Galdino de Carvalho. Uma hora depois também seria afundado o cargueiro Lajes, que também navegava no mesmo comboio, mas tinha sido separado por lançar fumaça demais pela chaminé.

## O navio e sua história
Completado em agosto de 1919, é lançado sob o nome de Lake Elkwater pela Agência de Navegação Americana (US Shipping Board – USSB). A construção do navio se deu no estaleiro norte-americano Great Lakes Engineering Works, em Ecorse, no Estado de Michigan.
Em 1929, passa a ser de propriedade da empresa americana Moore McCormack Co, com registro no Porto de Nova York e rebatizado de Commercial Bostonian. Em 1940, é adquirido pelo Lloyd Brasileiro, numa transação que envolveu a compra de outros navios para a modernização da frota.
Construído em um casco de aço, possuía 2 730 toneladas de arqueação bruta de registro, com  77,2 metros de comprimento, 13,3 metros de largura e calado de 7,4 metros. Seu maquinário consistia em um motor de tripla expansão, a vapor, conferindo-lhe uma velocidade de 9,5 nós.
No dia 8 de junho de 1941, o Osório resgatou, no Atlântico Central, onze náufragos do navio norte-americano Robin Moor, afundado cerca de duas semanas antes pelo submarino U-69, e desembarcou-os em Recife.
Seu nome brasileiro foi homenagem a Manuel Luís Osório (1808-1879), militar brasileiro ao tempo do Império, mais conhecido pelo seu título nobiliárquico de Marquês do Herval, ou ainda, pelo sua graduação militar de General Osório.  É o patrono da Arma de Cavalaria do Exército brasileiro.

## O afundamento
O Osório partira do porto de Belém no Pará, na tarde do dia 27 de setembro, rumo a Nova York, juntamente com o cargueiro Lajes, ambos escoltados pelo destróier norte-americano USS Roe (DD-418). Às 20:10 (1:10 do dia 28 de setembro, pelo Horário da Europa Central), aproximandamente 50 milhas da costa paraense, no estuário do Rio Amazonas, o navio desarmado foi atingido por um torpedo disparado pelo U-514, comandado pelo Capitão-tenente Hans Jürgen Auffermann, e levou 25 minutos para afundar, tendo os tripulantes conseguindo descer as baleeiras, salvando-se 34 de um total de 39.
Uma hora depois, o mesmo u-boot afundaria o outro navio do pequeno comboio - o Lajes. Ambas embarcações foram resgatadas, tendo em vista que os afundamentos ocorreram em águas relativamente rasas. Todavia, nunca foram recuperadas, tendo sido declaradas como perda total, ao final do conflito.
Segundo o comissário José Joaquim de Moura, depois que o torpedo atingiu o navio, o Capitão-de-Longo Curso Almiro Galdino de Carvalho ficou a bordo orientando o embarque nas baleeiras e ajudando a cortar a talha presa a uma delas. Depois disso, inexplicavelmente, acabou não atendendo aos chamados da tripulação para também abandonar o navio. "Repentinamente, virou-se e caminhou na direção do seu camarote, não sendo mais visto. Provavelmente, afundou junto do seu navio", declarou o comissário em entrevista ao Correio da Manhã, em 15 de outubro de 1942.
Joaquim de Moura relatou ainda o drama vivido pelos náufragos nas baleeiras até serem resgatados:
"A baleeira estava cheia d´água, menos de um palmo fora da superfície. Além disso, não dispúnhamos de velas. Tão próximo o mar estava das bordas do barco que, cada vez que púnhamos um balde para fora, outro tanto de água voltava para o seu interior. Assim, navegamos a noite toda até que encontramos, vagando vazia ao sabor das ondas, outra balsa do Osório. Dez dos nossos homens para ela passaram. O peso ficou aliviado e tornou-se mais fácil tirar água da baleeira. Então, os dez companheiros voltaram a bordo trazendo água para beber e mantimentos que estavam na balsa. Depois, ainda encontramos outra balsa com 19 sobreviventes, a maioria ferida. Finalmente, encontramos o iate Concórdia, que recolheu os náufragos levando-os para a localidade de Mosqueiro, onde fomos todos atendidos".
Devido a esses fatos nenhum tipo de navio pode mais passar pelo Rio Amazonas.